# Stea variabilă neregulată
O (stea) variabilă neregulată este acea stea variabilă ale cărei variații de luminozitate nu prezintă o periodicitate definită. Există două subtipuri principale de variabile neregulate: variabile neregulate eruptive și variabile neregulate pulsante.
Stelele variabile neregulate eruptive sunt subîmpărțite în trei categorii:
- Variabilele din grupa I sunt separate în două subgrupe: IA (de tipuri spectrale O până la A) și IB (de tipuri spectrale F până la M).
- Variabilele denumite IN (în engleză irregular nebulous) sau variabile de tip Orion, specifice regiunilor de formare a stelelor, pot varia cu mai multe magnitudini cu schimbări rapide mergând până la o magnitudine în 1 până la 10 zile, sunt separate în mod similar în funcție de tipul spectral în subgrupele INA și INB, dar cu o subgrupă suplimentară, INT, pentru stelele de tip T Tauri, sau INT(YY) pentru stelele de tip YY Orionis.
- A treia categorie de stele neregulate eruptive sunt stelele IS, care prezintă variații rapide de 0,5 până la 1 magnitudine în câteva ore sau zile; tot așa, ele sunt separate în subgrupele ISA și ISB.

Gigantele sau supergigantele neregulate pulsante, toate de tip spectral tardiv (K, M, C, sau S), sunt clasate în tipul L-LB pentru gigante, iar LC pentru supergigante. Problema de a ști câte din acestea din urmă sunt de fapt variabile semiregulate care cer, pur și simplu, mai multe analize, rămâne deschisă.